# بكتيريا مائية بحرية مولرية
بكتيريا مائية بحرية مولرية (الاسم العلمي: Aquimarina muelleri) هي نوع من البكتيريا، سلبية الغرام، تتبع جنس بكتيريا مائية بحرية. سميت نسبة إلى عالم الطبيعة الدنماركي أوتو فريدريش مولر.